# Article 46 de la Constitution de la Cinquième République française
Article 45 Article 47
L'article 46 de la Constitution de la Cinquième République française décrit la procédure d'adoption des lois organiques.

## Texte de l'article
Le texte en vigueur est le suivant :
« Les lois auxquelles la Constitution confère le caractère de lois organiques sont votées et modifiées dans les conditions suivantes :

Le projet ou la proposition ne peut, en première lecture, être soumis à la délibération et au vote des assemblées qu'à l'expiration des délais fixés au troisième alinéa de l'article 42. Toutefois, si la procédure accélérée a été engagée dans les conditions prévues à l'article 45, le projet ou la proposition ne peut être soumis à la délibération de la première assemblée saisie avant l'expiration d'un délai de quinze jours après son dépôt.

La procédure de l'article 45 est applicable. Toutefois, faute d'accord entre les deux assemblées, le texte ne peut être adopté par l'Assemblée nationale en dernière lecture qu'à la majorité absolue de ses membres.

Les lois organiques relatives au Sénat doivent être votées dans les mêmes termes par les deux assemblées.

Les lois organiques ne peuvent être promulguées qu'après déclaration par le Conseil constitutionnel de leur conformité à la Constitution. »
— Article 46 de la Constitution

## Historique
Alors que l'article n'avait pas été modifié jusqu'alors, la loi constitutionnelle du 23 juillet 2008 a réécrit le deuxième alinéa, qui était précédemment rédigé ainsi :
« Le projet ou la proposition n'est soumis à la délibération et au vote de la première assemblée saisie qu'à l'expiration d'un délai de quinze jours après son dépôt. »
— Article 46 de la Constitution (rédaction d'origine)
La nouvelle rédaction est entrée en vigueur le 1er mars 2009.

## Application
La Constitution de 1958 crée la catégorie des lois organiques qui, auparavant, était purement descriptive sans avoir d'effets juridiques. Au sein de la Cinquième République, les lois organiques constituent les modalités d'application de la Constitution qui se borne à déterminer les principes fondamentaux. De ce fait, si elles ont une valeur inférieure à la Constitution et ne s'intègrent pas dans le bloc de constitutionnalité, elles ont une valeur supra-législative, ce qui signifie que les lois ordinaires doivent en respecter les dispositions (Conseil constitutionnel, décision 60-8 DC du 11 août 1960 sur la Loi de finances rectificatives pour 1960).
Une loi organique ne peut être prise que si cela est prévu par la Constitution. Ainsi, trente articles renvoient à une loi organique pour en préciser les modalités d'application. Le domaine des lois organiques est donc précisément encadré et une disposition de nature organique ne peut être présente au sein d'une loi ordinaire (décision no 84-177 DC du 30 août 1984 à propos de la loi relative au statut de la Polynésie française et la décision no 87-234 DC du 7 janvier 1988 sur une loi modifiant l'article 34 de la Constitution). Parallèlement, une disposition à valeur de loi ordinaire est automatiquement déclassée par le Conseil constitutionnel si elle est présente dans une loi organique (Conseil constitutionnel, décision n°75-62 DC du 28 janvier 1976 sur la loi organique relative au vote des Français établis hors de France pour l'élection du président de la République).
Le quatrième alinéa prévoit que, dans le cas des lois organiques relatives au Sénat, l'Assemblée nationale ne dispose pas du dernier mot, contrairement à la norme en matière de procédure législative. Ce régime protecteur pour le Sénat a été interprété de façon restrictive par le Conseil constitutionnel puisqu'il interprète la notion de loi organique relative au Sénat comme celles qui concernent directement le Sénat (décision n° 85-195 DC du 10 juillet 1985).
Le Conseil constitutionnel a accepté en 2020 que la « circonstance particulière » que constitue le régime d’état d’urgence sanitaire puisse justifier une dérogation aux règles de délais prévues au deuxième alinéa. Cette décision contredit la position défendue par Jérôme Solal-Céligny, co-rapporteur au Conseil d’État du projet de constitution en 1958, pour qui un délai de réflexion obligatoire aurait permis d’éviter un vote « à la sauvette » sur un sujet grave, et de laisser le temps à l’opinion publique de s’emparer de la question,. À ce titre, pendant l’examen du projet de loi constitutionnelle de protection de la Nation en 2015, certains députés du groupe écologiste avaient estimé que fixer les modalités de l’état d’urgence par la loi organique plutôt que par la loi ordinaire aurait permis d’éviter des modifications en urgence de ce régime d’exception. Le professeur de droit public Paul Cassia a ainsi estimé que le Conseil constitutionnel, par cette décision, créait une brèche dans l’État de droit, position contestée par le Conseil constitutionnel.